# Södra Holmtjärnen, Värmland
Södra Holmtjärnen är en sjö i Årjängs kommun i Värmland och ingår i Göta älvs huvudavrinningsområde. Sjön är 14 meter djup, har en yta på 0,0801 kvadratkilometer och befinner sig 249,3 meter över havet.

## Delavrinningsområde
Södra Holmtjärnen ingår i det delavrinningsområde (659980-130007) som SMHI kallar för Utloppet av Lelången. Medelhöjden är 259 meter över havet och ytan är 12,27 kvadratkilometer. Det finns inga avrinningsområden uppströms utan avrinningsområdet är högsta punkten. Barlindshultsälven som avvattnar avrinningsområdet har biflödesordning 4, vilket innebär att vattnet flödar genom totalt 4 vattendrag innan det når havet efter 291 kilometer. Avrinningsområdet består mestadels av skog (77 procent). Avrinningsområdet har 1,87 kvadratkilometer vattenytor vilket ger det en sjöprocent på 12,9 procent.